# Blato
Blato (it. Blatta) ist eine Ortschaft in Kroatien auf der Insel Korčula in der Gespanschaft Dubrovnik-Neretva in Kroatien. Neben dem gleichnamigen Hauptort umfasst die Gemeinde noch die Siedlung Potirna. Sie hatte im Jahr 2021 zusammen mit der dazugehörigen Ortschaft 3.330 Einwohner, davon 3.282 Einwohner im Hauptort.

## Geographie
Blato liegt im Inneren der Insel, etwa 4 km von der Küste entfernt und an der Straße von Korčula nach Vela Luka. Es wird Landwirtschaft betrieben, insbesondere Weinbau und Oliven. Auch der Tourismus ist ein bedeutender Wirtschaftszweig.

## Geschichte
In Blato finden sich Reste römischer Besiedlung. Die romanisch-gotische Kirche St. Jerome datiert ins 14. Jahrhundert.

## Bevölkerung
| Bevölkerungsentwicklung | Bevölkerungsentwicklung | Bevölkerungsentwicklung | Bevölkerungsentwicklung | Bevölkerungsentwicklung | Bevölkerungsentwicklung | Bevölkerungsentwicklung | Bevölkerungsentwicklung | Bevölkerungsentwicklung | Bevölkerungsentwicklung | Bevölkerungsentwicklung | Bevölkerungsentwicklung | Bevölkerungsentwicklung | Bevölkerungsentwicklung | Bevölkerungsentwicklung | Bevölkerungsentwicklung | Bevölkerungsentwicklung |
| ----------------------- | ----------------------- | ----------------------- | ----------------------- | ----------------------- | ----------------------- | ----------------------- | ----------------------- | ----------------------- | ----------------------- | ----------------------- | ----------------------- | ----------------------- | ----------------------- | ----------------------- | ----------------------- | ----------------------- |
| 1857                    | 1869                    | 1880                    | 1890                    | 1900                    | 1910                    | 1921                    | 1931                    | 1948                    | 1953                    | 1961                    | 1971                    | 1981                    | 1991                    | 2001                    | 2011                    | 2021                    |
| 3450                    | 4928                    | 4035                    | 4981                    | 5781                    | 7107                    | 8050                    | 8073                    | 5604                    | 5676                    | 5148                    | 5912                    | 3861                    | 4093                    | 3659                    | 3570                    | 3282                    |

## Sehenswürdigkeiten
- Die Kirche der Allerheiligen wurde bereits im frühen Mittelalter errichtet. Die Pfarrkirche befindet sich im Zentrum der Ortschaft auf einem erhöhten Steinplateau mit einer Gedenktafel sowie einer Loggia. Im Laufe der Jahrhunderte wurde sie mehrmals umgebaut und ihr heutiges Aussehen sowie der Glockenturm stammen aus dem 17. und 18. Jahrhundert. Bei dem Gebäude handelt es sich um einen dreischiffigen Bau im Stil einer Basilika. Die dazugehörige Kapelle des Heiligen Vinzenz wurde im 18. Jahrhundert an das Südschiff angebaut.[3]
- Das Kastell Arneri aus dem 14. Jahrhundert diente zur Verteidigung und wurde auch als Verwaltungsgebäude für die Wirtschaft und Landwirtschaft genutzt. Das übriggebliebene Gebäude ist umgeben von einer teilweise erhaltenen hohen Mauer. An den Ecken des Daches befinden sich 4 kleine Skulpturen, die die vier Jahreszeiten darstellen. Über dem Portal am Eingang befindet sich ein Wappen in lateinischer Inschrift.[4]
- Die kleine Kirche des Heiligen Kreuzes wurde im 14. Jahrhundert errichtet und liegt auf einem Hügel am Rande der Siedlung auf einem Plateau. Daneben befindet sich ein Friedhof aus dem Mittelalter und ist heute eine archäologische Stätte. Das Gebäude ist ein einschiffiger Bau mit einer Apsis sowie Gurten und Pilastern im Inneren.[5]

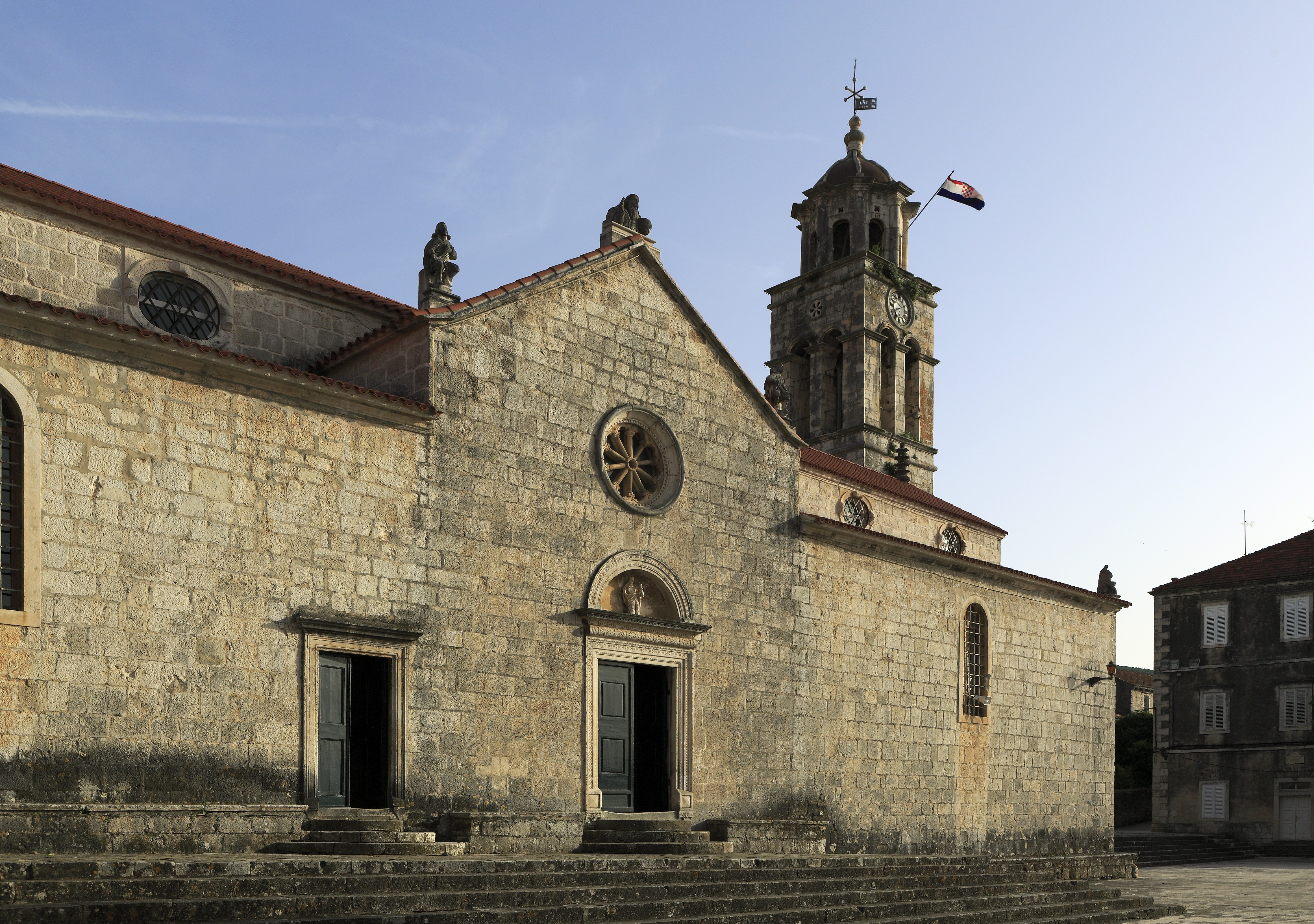
Die Allerheiligen Kirche
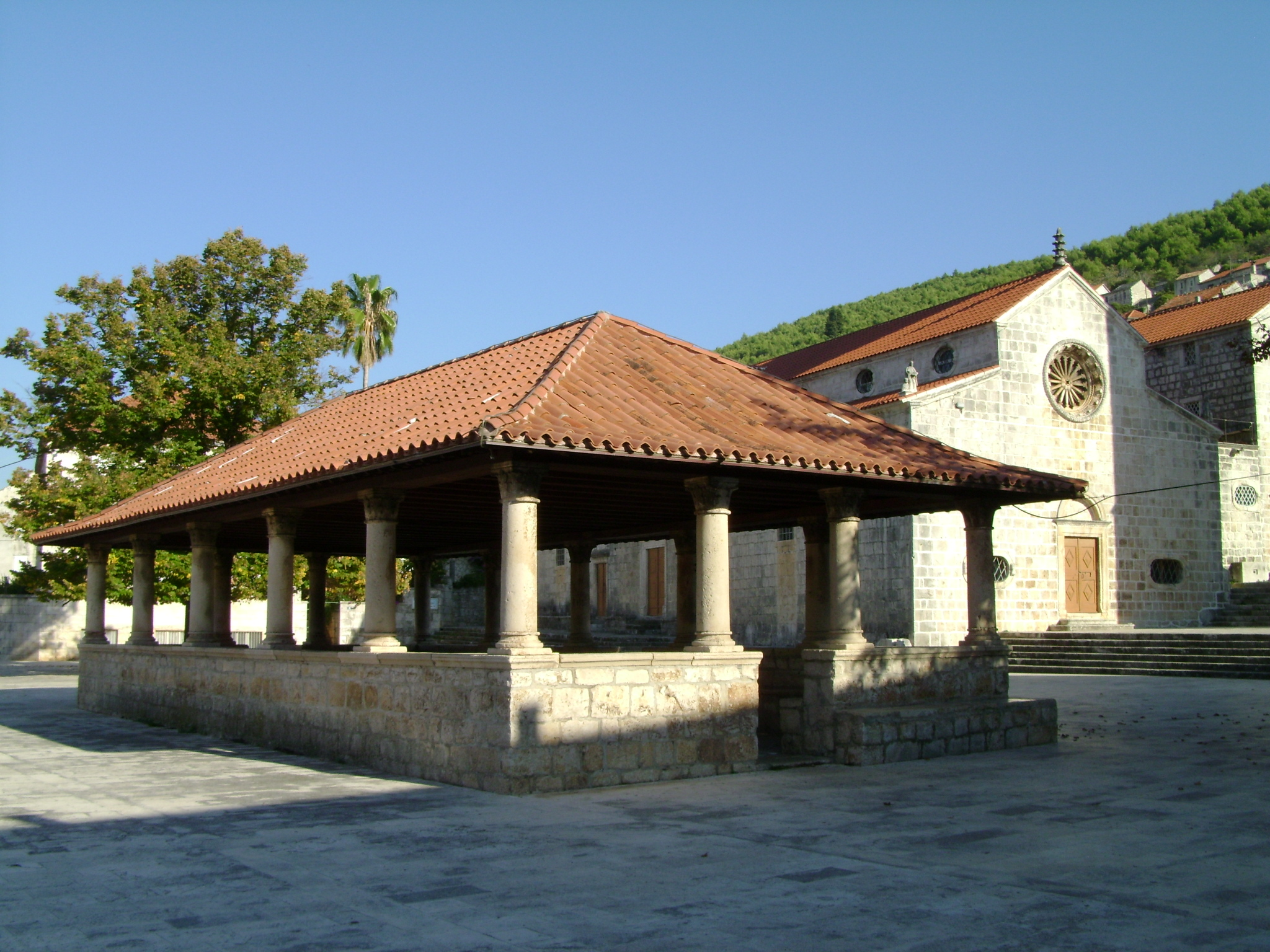
Loggia bei der Allerheiligen Kirche
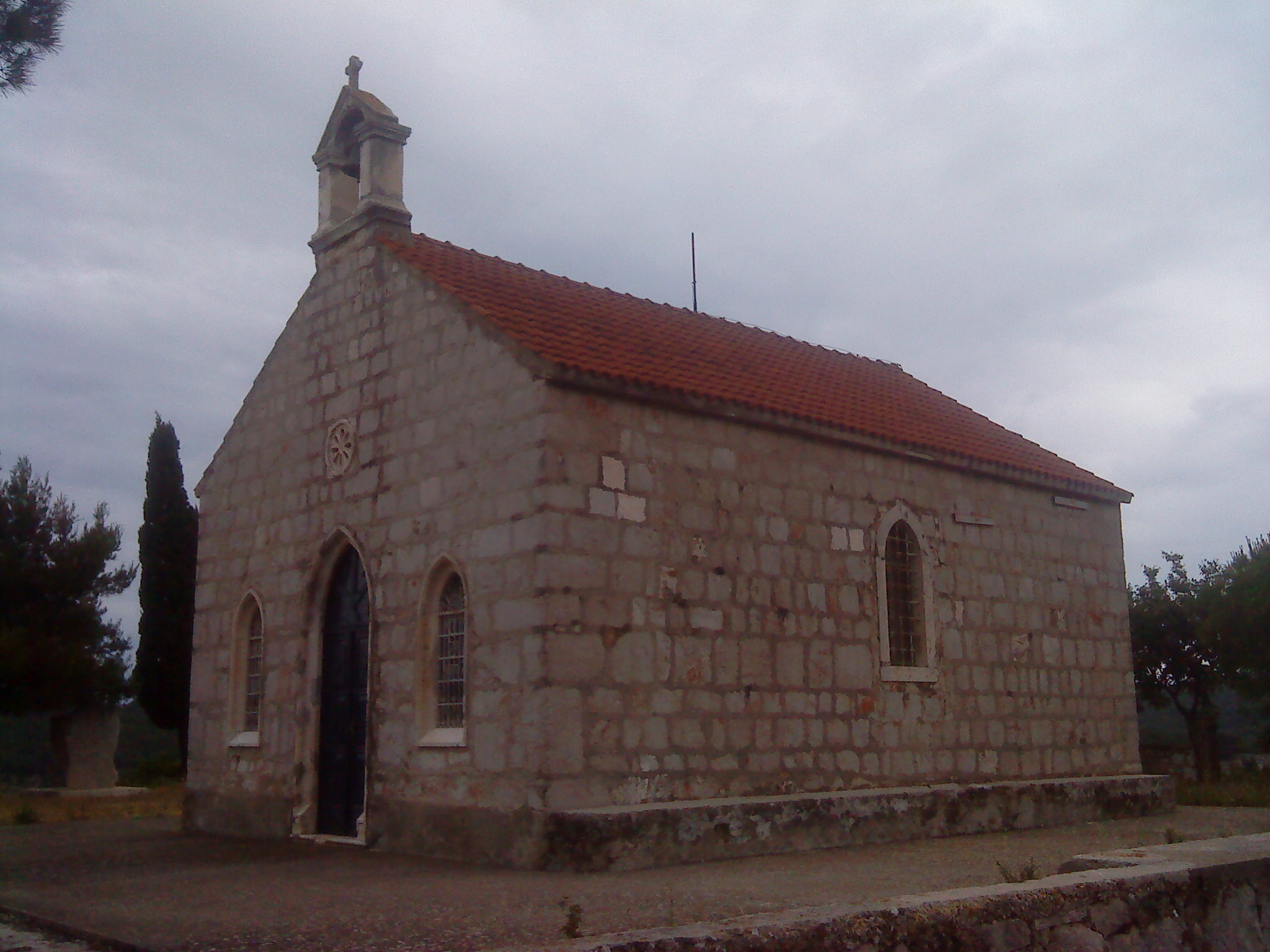
Kirche der Heiligen Jungfrau Maria
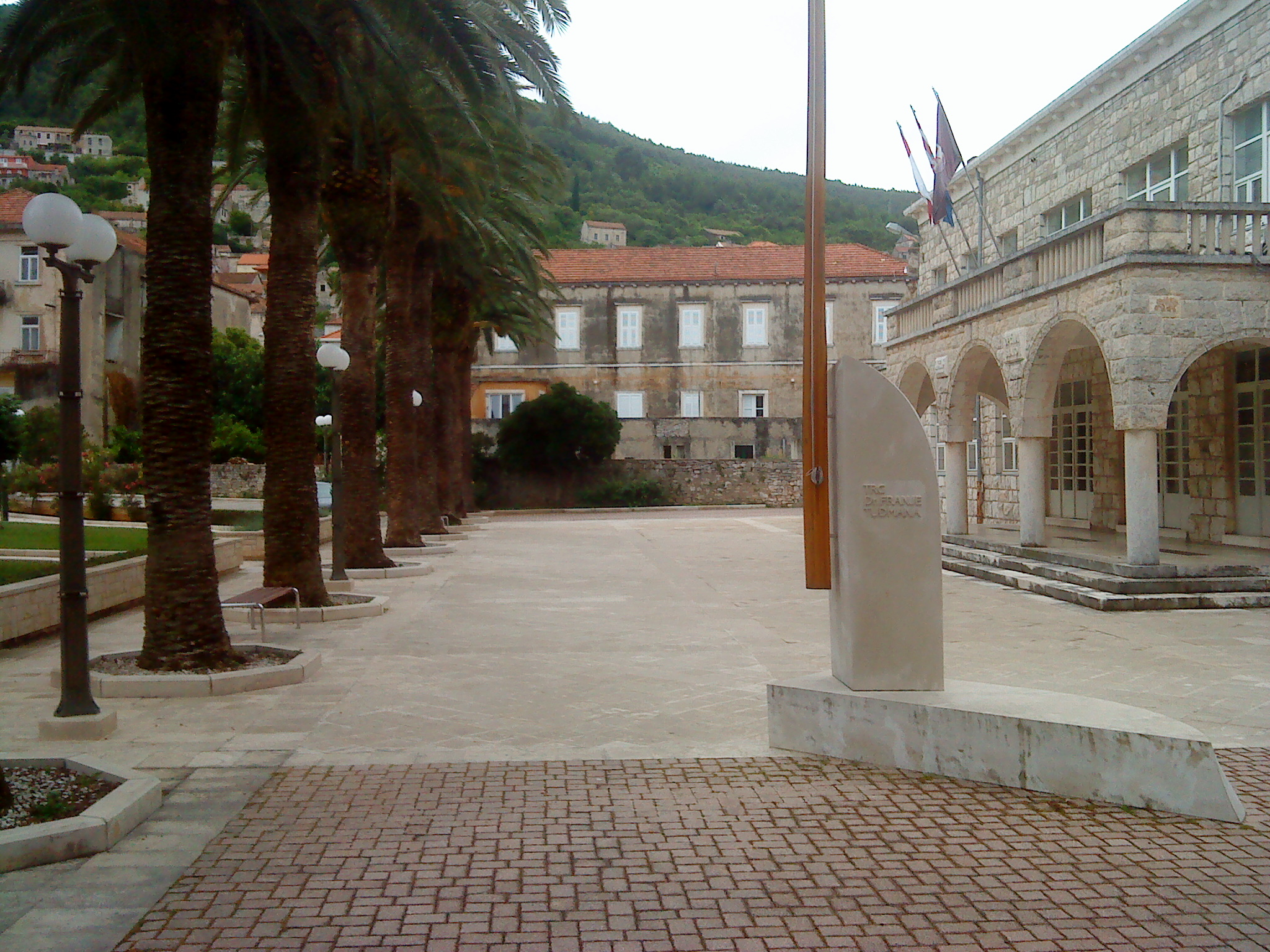
Dorfzentrum

- Die Kirche des Heiligen Johannes wurde im 16. Jahrhundert an der Stelle einer älteren, kleineren Kirche erbaut, die erstmals am 19. Januar 1389 urkundlich erwähnt wurde. Die Kirche ist spätmittelalterlichen Ursprungs mit baulichen Elementen aus der Barockzeit. Das Gebäude gehört zu den besterhaltenen Kirchen des 14. und 15. Jahrhunderts in Kroatien.[6]
- Auf dem Platz der Pfarrkirche der Allerheiligen befindet sich eine barocke offene Säulenloggia aus dem Jahr 1700. Die Rundsäulen tragen das Dach der Loggia mit einem Satteldach. Der Innenraum ist mit Steinbänken gesäumt. Die Loggia ist der Mittelpunkt des örtlichen Lebens.[7]
- Die Kirche St. Lucius befindet sich in Zentrumsnähe der Ortschaft und wurde im Jahr 1687 erbaut. Wertvolles Inventar des Gotteshauses ist ein hölzernes Retabel und Antependium mit einem Bild der Heiligen Dreifaltigkeit.[8]

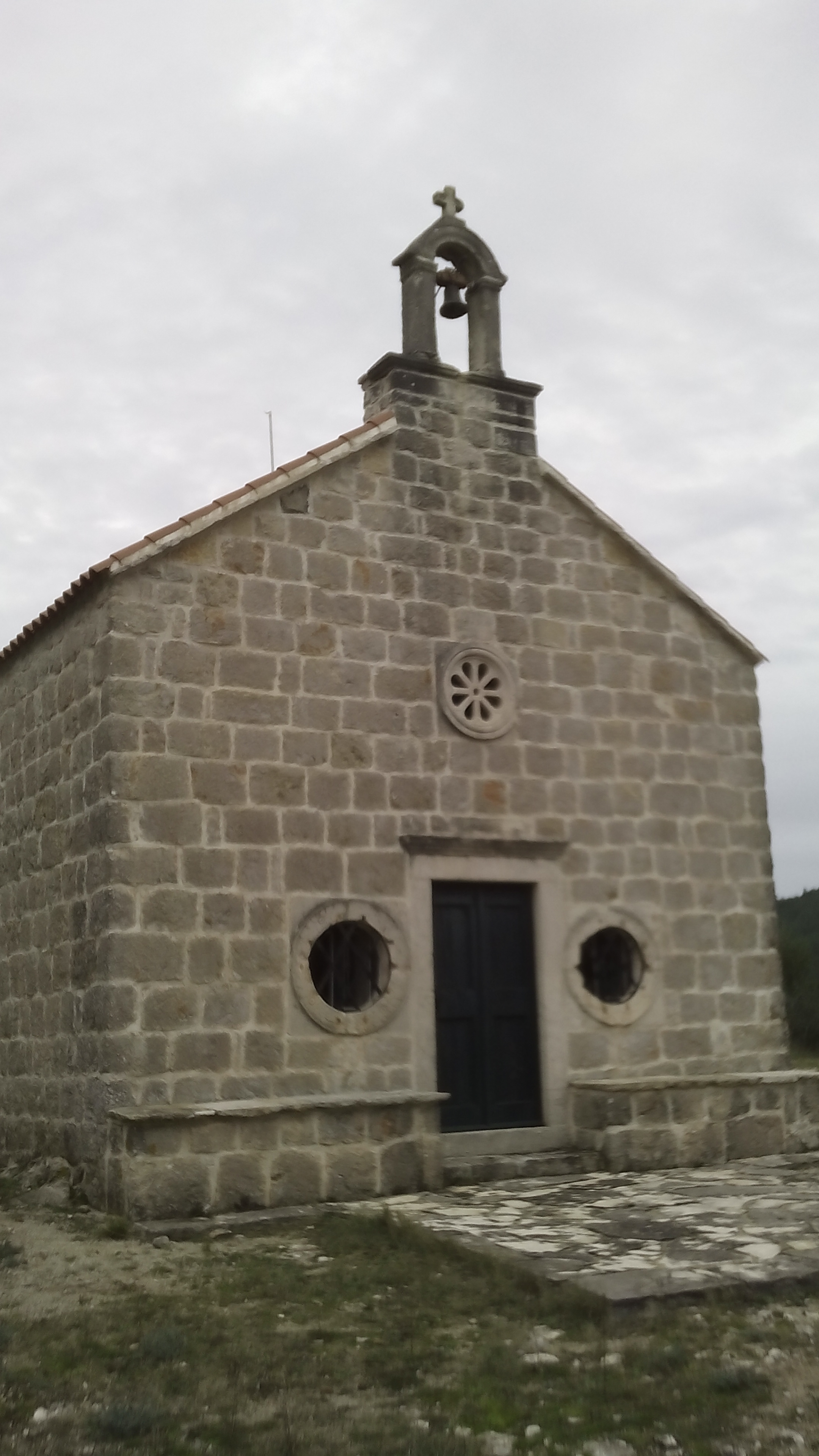
Kirche des Heiligen Veit
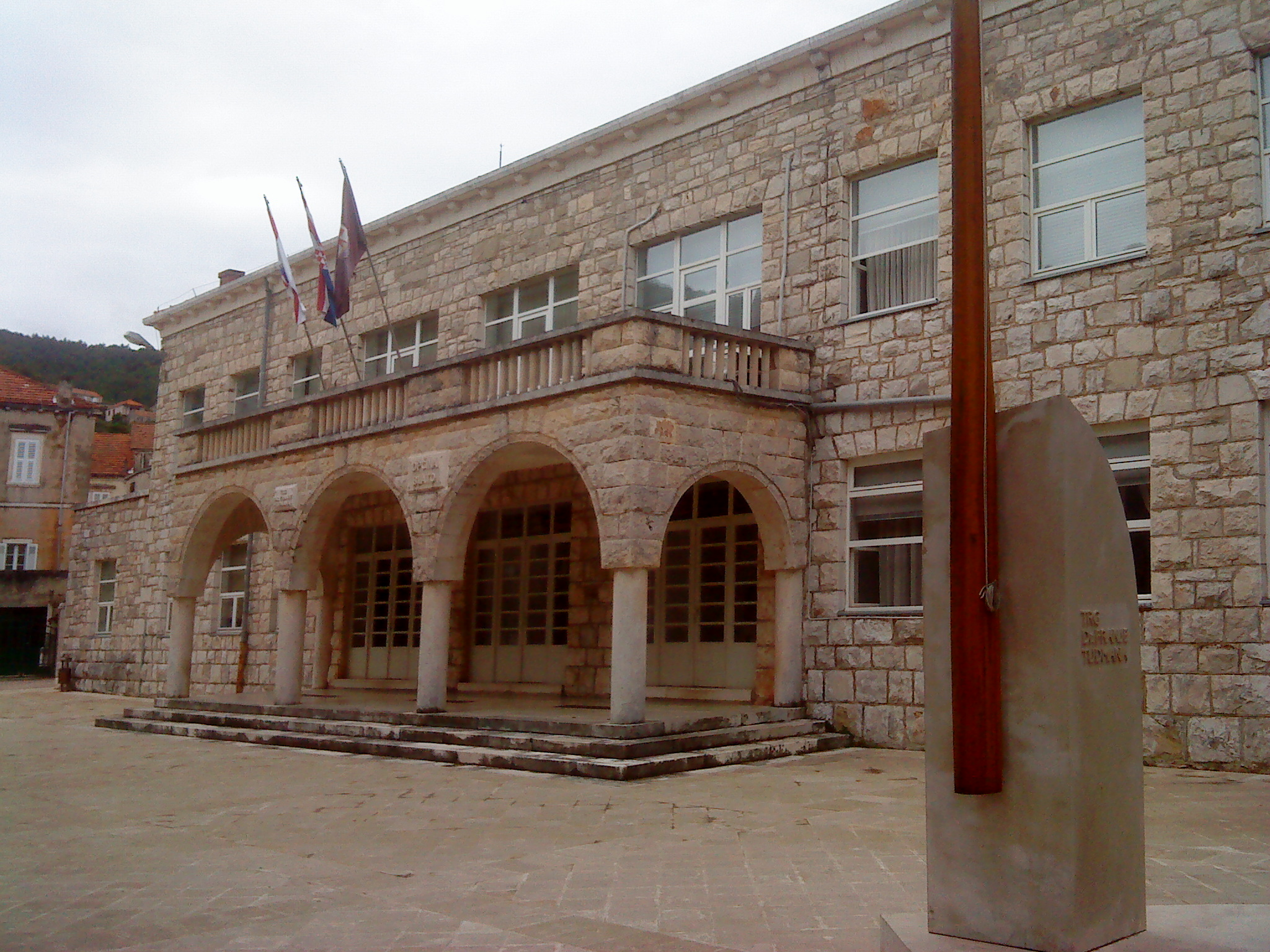
Rathaus
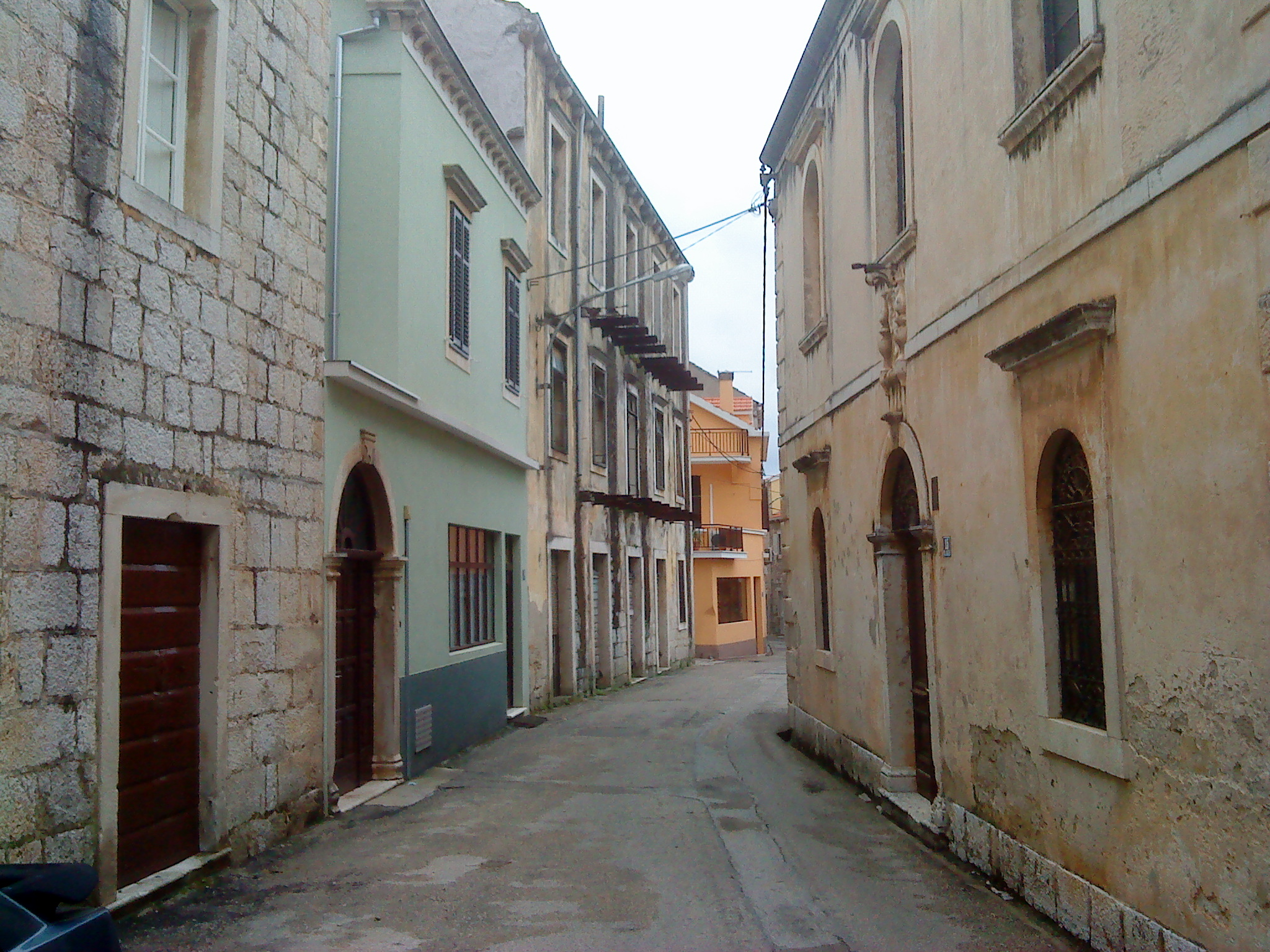
Gasse in Blato
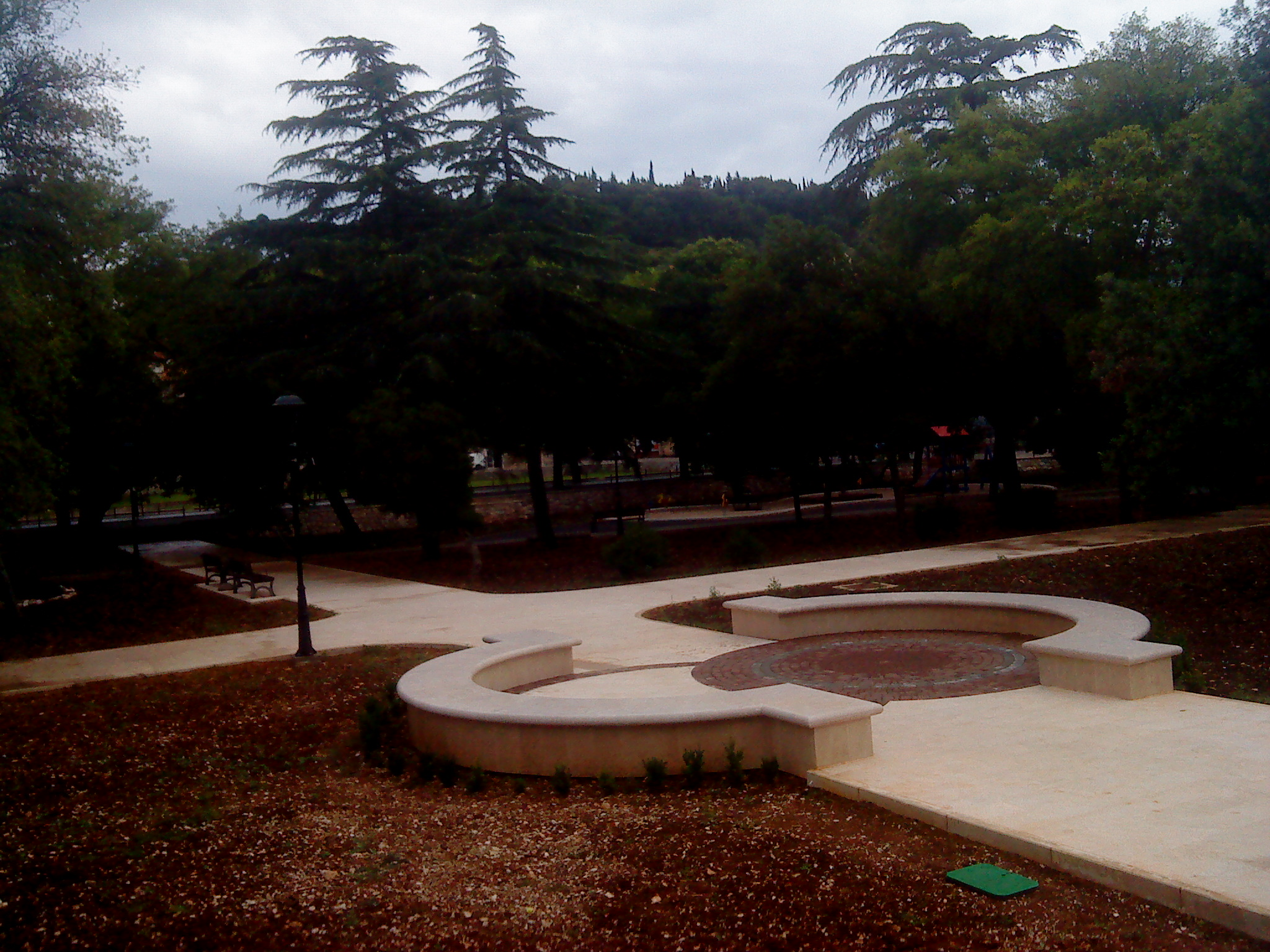
Parkanlage in Blato

## Söhne und Töchter der Stadt
- Marija Petković (1892–1966), Ordensgründerin und Selige der katholischen Kirche
- Ante Žanetić (1936–2014), Fußballspieler, Olympiasieger 1960